# 达那寺 (南木林县)
达那寺，位于西藏自治区日喀则地区南木林县达那乡达那村，是一座藏传佛教寺院。

## 简介
达那寺位于南木林县达那乡达那村。到21世纪初，达那寺已有800多年的历史。
2010年，西藏自治区文物管理部门完成了对南木林县达那寺的前期勘察测绘工作，对达那寺大殿、大院、僧舍以及寺庙总平面进行了精确的测绘。根据现场调查，因年久失修，该寺建筑存在屋面开裂、松散、渗水等建筑险情。2010年，达那寺的抢救方案设计已进入资料整理及编制保护抢险方案阶段。
达那寺的“古朵”大法会是该寺重要的宗教节日。